# Асе ле Рибу
Асе ле Рибу (фр. Assé-le-Riboul) је насељено место у Француској у региону Лоара, у департману Сарт.
По подацима из 2011. године у општини је живело 924 становника, а густина насељености је износила 55,1 становника/km².

## Демографија
| 1962. | 1968. | 1975. | 1982. | 1990. | 2011. |
| ----- | ----- | ----- | ----- | ----- | ----- |
| 660   | 600   | 483   | 417   | 398   | 924   |